# Jared Goss
Jared du Pont Goss (* 17. November 1966 in San Francisco) ist ein US-amerikanischer Kunsthistoriker, Kurator und Sachbuchautor.

## Leben

### Familie
Jared Goss ist der Sohn des Investmentbankers Richard Wayne Goss II. (1933–2015) und der Michele du Pont Goss. Er ist ein Neffe des 19. Director of Central Intelligence Porter Goss. Seine Mutter entstammt der Familie du Pont.

### Werdegang
Jared Goss wuchs in San Francisco auf. Während seiner Schulzeit besuchte er das Internat Fessenden School in West Newton, Massachusetts. Er schloss sein Studium der Architekturgeschichte  an der University of Virginia als Bachelor ab. Seinen Master-Abschluss über die Geschichte der dekorativen Künste erreichte er an der Cooper Hewitt, Smithsonian Design Museum/Parsons School of Design.
Nach seinem Studium arbeitete er als Assistenz-Kurator in der Abteilung für europäische dekorative Künste und Skulptur des Fine Arts Museums of San Francisco. Danach war er über 20 Jahre als Associate Curator für moderne und zeitgenössische Kunst am Metropolitan Museum of Art in New York City tätig. Hier war er an den Ausstellungen Charles Rennie Mackintosh (1996), Cartier: 1900–1939 (1997) und American Modern, 1925–1940: Design for a New Age (2000) beteiligt. Er kuratierte die Ausstellungen Ruhlmann: Genius of Art Deco (2004) und Barcelona: Gaudi to Dali (2007). Im Jahr 2007 schloss er die Installation des von Lucien Lévy-Dhurmer um 1910 entworfenen Wisteria-Esszimmers ab, ein Raum mit originaler Einrichtung im französischen Jugendstil, einmalig im amerikanischen Raum. Seine Ausstellung Masterpieces of French Art Deco (2009) bildete die Basis für sein Buch French Art Deco (2014), in dem er den betreffenden Bestand des Museums katalogisierte. Er ist Mitglied des Vorstands der Art Deco Society of New York und des Institute of Classical Architecture & Art (ICAA). Goss arbeitet heute als unabhängiger Kunsthistoriker.

## Publikationen (Auswahl)
- Ruhlmann, Art Deco Designer. In: Magazine Antiques 166.1, 2004, S. 68.
- French Art Deco. Hrsg.: Metropolitan Museum of Art. Yale University Press, New Haven 2014, ISBN 978-0-300-20430-8 (eingeschränkte Vorschau in der Google-Buchsuche [abgerufen am 27. Mai 2020]).
- Audiobeitrag: Connctions/Chic. In: Metropolitan Museum of Art, New York City 2014.
- What is Art Deco? In: Art Deco New York Journal, Band 1, Ausgabe 1, Art Deco Society of New York, New York City 2016, S. 2.
- Mit Laure Verchère: Jean-Michel Frank. Assouline, 2018, ISBN 1-61428-552-7.
- The Top Museums in America for the ICAA. In: Institute of Classical Architecture & Art vom 19. Mai 2020